# Julia Gebrande
Julia Gebrande (* 14. Mai 1978 in Bad Säckingen) ist eine deutsche Sozialpädagogin, Fachberaterin für Psychotraumatologie und Professorin für Soziale Arbeit an der Hochschule Esslingen.

## Werdegang
Julia Gebrande schloss 2003 ihr Studium zur Diplom-Sozialarbeiterin/Sozialpädagogin (FH) ab. In den Jahren 2005 bis 2006 folgte eine Zusatzausbildung zur Fachberaterin für Psychotraumatologie (DIPT). 2006 bis 2007 absolvierte sie noch ein Aufbaustudium Master of Arts (M.A.) in Sozialer Arbeit. Im Anschluss arbeitete Gebrande von 2008 bis 2010 als akademische Mitarbeiterin im Beratungs- und Forschungsprojekt „SODEMA“- Soziotherapie für Mütter mit depressiven Erkrankungen. Parallel baute sie von 2003 bis 2010 die Fachberatungsstelle Wildwasser Esslingen e.V. mit auf und war dort als Fachberaterin in Prävention und Intervention tätig.
Gebrande promovierte von 2010 bis 2014 an der Universität Hildesheim und arbeitete parallel als wissenschaftliche Mitarbeiterin an der HAWK (Hochschule für angewandte Wissenschaft und Kunst) in Hildesheim in einem Forschungsprojekt zu sexuellem Kindesmissbrauch (Forschungsprojekt KiMsta – Kinder mit Missbrauchserfahrungen stabilisieren). In ihrer Doktorarbeit stellt sie die Frage, was Erzieher in der Kita, Lehrer in der Schule sowie Sozialarbeiter in der Kinder- und Jugendhilfe tun können, um betroffene Kinder in ihrem Bewältigungsprozess zu unterstützen.
Seit 2014 lehrt sie als Professorin für Soziale Arbeit im Gesundheitswesen an der Hochschule Esslingen. Ihre Schwerpunkte sind hierbei die Klinische Sozialarbeit insbesondere mit Menschen mit psychischen Erkrankungen, die Prävention, Intervention und Aufarbeitung sexualisierter Gewalt, die soziale Arbeit nach traumatischen Erfahrungen sowie die kritisch ambitionierte Soziale Arbeit in Lehre und Forschung.
2022 wurde Gebrande als Mitglied der Unabhängigen Kommission zur Aufarbeitung sexuellen Kindesmissbrauchs berufen. Seit Januar 2024 ist sie deren Vorsitzende. Zentrale Anliegen sind für sie die Beteiligung und Anerkennung von Betroffenen, damit diese die Möglichkeit einer umfassenden Unterstützung bei der Bewältigung ihrer Gewalterfahrungen bekommen.

## Mitgliedschaften und Funktionen
- Ansprechperson der Hochschule Esslingen für Fragen im Zusammenhang mit sexueller Belästigung (nach dem LHG BW)
- Vorstand von Wildwasser Esslingen e.V., Fachberatungsstelle bei sexualisierter Gewalt
- Mit-Herausgeberin der Fachzeitschrift Kindesmisshandlung und Kindesvernachlässigung der Deutschen Gesellschaft für Prävention und Intervention von Kindesmisshandlung und Kindesvernachlässigung (DGfPI)
- Wissenschaftliche Beirätin der Interessengemeinschaft Arthrogryposis (IGA e.V.)
- Mitglied der Deutschen Gesellschaft für Soziale Arbeit (DGSA)
- Mitglied des Fachverbands Traumapädagogik
- Mitglied des European Centre for Clinical Social Work e.V. (ECCSW)
- Vorsitzende der Unabhängigen Kommission zur Aufarbeitung sexuellen Kindesmissbrauchs
- 2015 bis 2020 Wissenschaftliches Beiratsmitglied von „BeSt – Beraten und Stärken“, einem bundesweiten Modellprojekt zum Schutz von Mädchen und Jungen mit Behinderung vor sexualisierter Gewalt in Institutionen
- 2017: Gutachterin in der Förderlinie „Forschung zu sexualisierter Gewalt gegen Kinder und Jugendliche in pädagogischen Kontexten“ des Bundesministeriums für Bildung und Forschung (BMBF)

## Publikationen
Fachbücher
- Soziale Arbeit nach traumatischen Erfahrungen. Grundkenntnisse für den Umgang mit traumatisierten Menschen (= Kompendien der Sozialen Arbeit.) Nomos, Baden-Baden 2021.
- als Hrsg. mit Claudia Bowe-Traeger: Machtmissbrauch in der katholischen Kirche. Aufarbeitung und Prävention sexualisierter Gewalt. Olms-Verlag, Hildesheim 2019.
- als Hrsg. mit Claus Melter und Sandro Bliemetsrieder: Kritisch ambitionierte Soziale Arbeit. Praxeologische Perspektiven. Beltz Juventa, Weinheim/Basel.
- als Hrsg. mit Sandro Bliemetsrieder, Arndt Jaeger, Claus Melter und Stefan Schäfferling: Bildungsgerechtigkeit und Diskriminierungskritik. Historische und aktuelle Perspektiven auf Gesellschaft und Hochschulen. Beltz Juventa, Weinheim/Basel.
- Kinder mit sexualisierter Gewalterfahrung unterstützen: Bedarfsanalyse von pädagogischen Fachkräften in Kindertageseinrichtungen. Budrich UniPress, Opladen/Berlin/Toronto 2014.

Fachartikel
- mit Katharina Simon: Handlungskonzepte gegen sexualisierte Belästigung, Diskriminierung und Gewalt an Hochschulen: Das 33-Modell. In: Lisa Mense, Heike Mauer, Jeremia Herrmann (Hrsg.): Sexualisierter Belästigung, Gewalt und Machtmissbrauch an Hochschulen entgegenwirken. Handreichung. Koordinations- und Forschungsstelle Netzwerk Frauen- und Geschlechterforschung NRW, Duisburg/Essen 2021 (nrw.de [PDF]).
- Mütter mit Depressionen. In: Lisa Yashodara Haller, Alicia Schlender (Hrsg.): Handbuch Feministische Perspektiven auf Elternschaft. Verlag Barbara Budrich, Opladen/Berlin/Toronto 2021, S. 503–514.
- Selbstsorge zur Prävention von Sekundärtraumatisierung und Erschöpfung. In: Kindesmisshandlung und -vernachlässigung. Interdisziplinäre Fachzeitschrift für Prävention und Intervention, 24/2, 2021, S. 136–143.
- mit Brigitte Braun: Nachhaltigkeit in Fortbildungen – aber wie? In: Bundeszentrale für gesundheitliche Aufklärung (Hrsg.): Wissen und Haltung. Fortbildung als ideales Format der Prävention sexualisierter Gewalt. Arbeitsmaterialien. Köln 2021 (trau-dich.de [PDF]). [17.10.2021]
- mit Janine Lebküchner: Mehrdimensionale Bewältigung von traumatischen Erfahrungen – Die Bedeutung sozialer Interventionen für traumatisierte Menschen. In: Bösel Maren, Gahleitner, Silke Birgitta (Hrsg.): Soziale Interventionen in der Psychotherapie. Interdisziplinär und interprofessionell denken und handeln. Kohlhammer, Stuttgart 2020, S. 164–175.
- Sexualisierte Gewalt in der katholischen Kirche – ein Überblick über aktuelle Forschungen und Entwicklungen und ihre Konsequenzen. In: Kindesmisshandlung und –vernachlässigung. Interdisziplinäre Fachzeitschrift für Prävention und Intervention. Band 22, 2019, Nr. 1, S. 44–53.
- mit Stefan Schäfferling: Traumatisierung durch medizinische Behandlungen. Zur psychosozialen Situation von Kindern und Jugendlichen mit einer körperlichen Behinderung. In: Kindesmisshandlung und –vernachlässigung. In: Interdisziplinäre Fachzeitschrift für Prävention und Intervention. Band 22, Nr. 2, 2019, S. 202–211,
- Traumabewältigung zwischen Hoffnung und Machbarkeitswahn. In: Forum Gemeindepsychologie. Jg. 23 (2018), Ausgabe 1 (gemeindepsychologie.de).